# La rendició de Breda
La rendició de Breda (títol original: La rendición de Breda o Las lanzas) és un quadre del pintor espanyol Diego Velázquez pintat el 1634 exposat actualment al Museu del Prado, a Madrid.

## Context històric
Per poder entendre des d'un punt de vista històric aquesta obra de Velázquez cal remuntar-se una mica per veure el que estava succeint a finals del segle xvi i principis del segle xvii. Els Països Baixos, liderats per Guillem I d'Orange-Nassau, eren immersos en la Guerra dels Vuitanta Anys o guerra de Flandes, en la qual lluitaven per independitzar-se d'Espanya.
El 1590, amb Maurici de Nassau-Orange (quart fill de Guillem) com a stadhouder de les Províncies Unides, la ciutat de Breda va ser presa pels holandesos. La treva dels dotze anys va mantenir el país en calma entre 1609 i 1621. Quan el rei d'Espanya Felip IV va pujar al tron el 1621, la treva va expirar i la guerra va començar de nou. La intenció de Felip IV era recuperar aquesta plaça tan important des de la qual es podria maniobrar per a altres conquestes, i ho va aconseguir el 1625.